# جنبش (زیست‌شناسی)

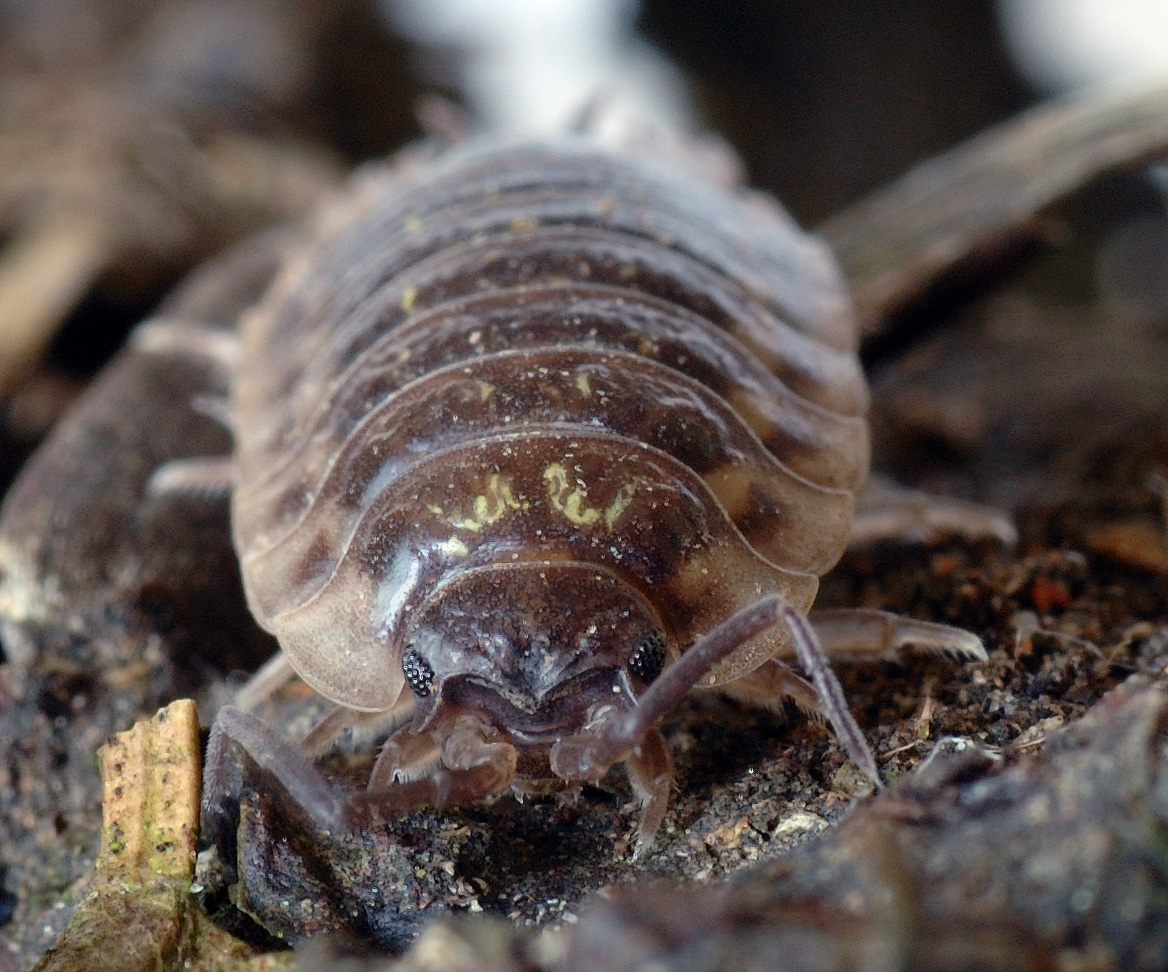
فعالیت شپش چوب با افزایش رطوبت کاهش می‌یابد.

جنبش (به انگلیسی: Kinesis)، مانند بازکنش یا گرایش، حرکت یا فعالیت یک سلول یا یک جاندار زنده در پاسخ به یک محرک (مانند قرار گرفتن در معرض گاز، شدت تابش یا دمای محیط) است.
برخلاف بازکنشها، پاسخ به محرک ارائه‌شده بی‌جهت است. جانور به سوی محرک حرکت نمی‌کند یا از آن دور نمی‌شود بلکه بسته به «پهنه آسایش» خود با سرعت آهسته یا سریع حرکت می‌کند. در این حالت، حرکت سریع (غیرتصادفی) به این معنی است که جانور در جستجوی منطقه آسایش خود است، در حالی که حرکت آهسته نشان‌دهندهٔ یافتن آن است.